# Памятник Григорию Петровскому (Киев)
Памятник Г. И. Петровскому — монумент в честь советского государственного и партийного деятеля Григория Петровского. Открыт в Киеве в 1970 году.
Размещался в Крещатом парке на площадке у подножия холма, справа от здания Национальной парламентской библиотеки Украины. Авторы — скульптор А. Олейник, архитектор И. Ланько.
Общая высота — 4,5 м, полуфигуры — 4,02 м, постамента — 0,48 м, стилобата — 0,4 м.
Памятник был выполнен из крупных блоков серого габбро и установлен на низком стилобате из черного полированного гранита.
Полуфигура изображенного во время выступления Г. Петровского конструктивно была связана с постаментом в форме трибуны, в нижней части полированной лицевой стороны которого размещалась аннотационная надпись накладными бронзовыми буквами.
Пластический образ был решён в реалистической манере с лапидарным моделированием формы, фактурным контрастом шлифованной и рустованной поверхностей. Конструктивность построения подчеркивалась незамаскированными швами гранитных блоков.
Памятник был связан с образным решением архитектурной окружающей среды, предполагал круговой обзор.
В 2009 году был демонтирован. В 2021 году на этом же месте был создан «Мемориальный комплекс героев-киевлян, погибших за целостность и независимость Украины».